# Henk de Graaff
Hendrik Jacques (Henk) de Graaff (2 februari 1948) is een Nederlandse jurist. In 1956 verhuisde hij met zijn ouders, broers en zus naar Haarlem. In 1966 behaalde hij het HBS-A diploma aan het Triniteitslyceum in Haarlem. Na zijn opleiding tot onderwijzer aan de pedagogische academie La Salle in Bennebroek volgde hij een opleiding theologie MO A en B aan de Katholieke Hogeschool Tilburg. Van 1970 tot 1986 vervulde hij verscheidene functies in het basis en voortgezet onderwijs.
Na een verblijf van zes jaar als hoofdmeester aan de Nederlandse School in Nairobi (Kenia), begon hij in 1988 een rechtenstudie die hij in 1990 afrondde.
In 1994 werd hij officier van justitie in Amsterdam. Vanaf 1996 bekleedde hij de functie van fraude-officier. In die hoedanigheid verwierf hij landelijke bekendheid in onder meer de Clickfonds-affaire en de vermeende vastgoedfraude door de Nederlandse zakenman Gerry de Klerk.  
Per 1 oktober 2003 werd hij rechter bij de rechtbank Haarlem en kreeg de functie van rechter-commissaris. 
De Graaff heeft de postdoctorale opleiding forensische accountancy gevolgd aan de Erasmus Universiteit Rotterdam. In zijn thesis behandelde hij de juridische positie van de (forensische) accountant in Nederland.

## Vervolging
Op 12 juli 2012 werd bekend dat De Graaff zou worden vervolgd op beschuldiging van valsheid in geschrifte. Het gerechtshof in Arnhem had tot vervolging besloten nadat eerder het Openbaar Ministerie hier van af had gezien. De Graaff was op dat moment al gepensioneerd.